# Shante Evans
Shante Evans, née le 8 juillet 1991 à West Chester (Pennsylvanie) aux États-Unis, est une joueuse américaine naturalisée slovène de basket-ball.

## Biographie
Au lycée, elle pratique le basket-ball et l’athlétisme. Elle s'impose rapidement à l'université d'Hofstra dont elle la meilleure marqueuse et rebondeuse dès son années freshman avec 13,3 points et 9,5 rebonds en 28,3 minutes pour un bilan de 20 victoires pour 14 revers. Ses statistiques en senior sont de 16,1 points et 11,5 rebonds.  
Non draftée, elle effectue le camp de pré-saison du Liberty de New York en mai 2013, mais n'est pas conservée. Elle fait ses débuts professionnels en Bulgarie à Dunav 8806 Ruse (14,0 points et 7,9 rebonds en championnat et 11,0 points et 6,3 rebonds en Eurocoupe), puis rejoint la France en Ligue 2 pour Pays d'Aix Basket 13 (17,5 points et 11,0 rebonds). Elle retrouve ensuite l'Europe de l'Est avec une saison en Roumanie à Sfântu Gheorghe (13,4 points et 9,3 rebonds), puis une autre en Slovénie au ŽKK Athlete Celje (16,7 points et 8,3 rebonds en championnat en seulement 23 minutes par rencontre et 17,9 points et 10,8 rebonds en ligue Adriatique), période où elle acquiert la citoyenneté slovène.  
Pour la saison 2018-2019, elle effectue son retour en France à Villeneuve-d'Ascq après une année au club espagnol de l’Uni Gérone CB où ses statistiques étaient de 8,9 points et 5,4 rebonds en championnat et 10,8 points et 7,1 rebonds en Eurocoupe, dont le club atteint les quarts de finale,. 
Après deux saisons avec l’équipe polonaise d’Artego Bydgoszcz (16,1 points et 5,3 rebonds en 2020-2021), elle signe avec Salamanque. 

## Équipe nationale
Elle dispute les Jeux panaméricains de 2011 avec les États-Unis (6,8 points et 7,8 rebonds en 17 minutes de moyenne), dans une équipe comprend aussi les futures joueuses WNBA Avery Warley, Breanna Stewart et Brittney Sykes mais qui n'obtient qu'une septième place.
Dans le cadre des qualifications à l’Euro 2019, elle est particulièrement en vue (14 points, 12 rebonds) avec l'équipe nationale slovène face à la France qui connaît en février 2018 sa première défaite (68-62) dans le cadre de ces qualifications,.

## Palmarès
- Championne de Bulgarie 2014[3]
- Championne de Roumanie 2016[3]
- Championne de Slovénie 2017[3]
- Championne de la ligue Adriatique 2017[3]

## Distinctions personnelles
- Meilleur cinq de la Colonial Athletic Association (2011[2])
- Deuxième cinq de la Colonial Athletic Association (2010[2])
- Meilleure joueuse de la ligue Adriatique 2017[3]